# Diocesi di Ahmedabad
La diocesi di Ahmedabad (in latino Dioecesis Ahmedabadensis) è una sede della Chiesa cattolica in India suffraganea dell'arcidiocesi di Gandhinagar. Nel 2022 contava 71.000 battezzati su 10.157.000 abitanti. È retta dal vescovo Athanasius Rethna Swamy Swamiadian.

## Territorio
La diocesi comprende per intero i distretti di Ahmedabad, Anand e Kheda, e in parte quelli di Botad e Mahisagar nello stato di Gujarat in India.
Sede vescovile è la città di Ahmedabad, dove si trova la cattedrale della Madonna del Monte Carmelo.
Il territorio si estende su 14.791 km² ed è suddiviso in 45 parrocchie.

## Storia
La missione sui iuris di Ahmedabad fu stabilita de facto nel 1934, ricavandone il territorio dall'arcidiocesi di Bombay.
La missione sui iuris fu elevata a diocesi il 5 maggio 1949 con la bolla Bombayensis Archidioecesis di papa Pio XII. Originariamente era suffraganea dell'arcidiocesi di Bombay.
Il 26 febbraio 1977 ha ceduto una porzione del suo territorio a vantaggio dell'erezione dell'eparchia di Rajkot.
L'11 ottobre 2002 ha ceduto un'altra porzione di territorio a vantaggio dell'erezione dell'arcidiocesi di Gandhinagar, di cui contestualmente è divenuta suffraganea.

## Cronotassi dei vescovi
Si omettono i periodi di sede vacante non superiori ai 2 anni o non storicamente accertati.
- Joaquín Vilallonga y Bernia, S.I. † (1934 - 1949 dimesso)
- Edwin Pinto, S.I. † (5 maggio 1949 - 4 agosto 1973 dimesso)
- Charles Gomes, S.I. † (1º luglio 1974 - 21 maggio 1990 ritirato)
- Stanislaus Fernandes, S.I. (21 maggio 1990 - 11 novembre 2002 nominato arcivescovo di Gandhinagar)
- Thomas Ignatius Macwan (11 novembre 2002 - 12 giugno 2015 nominato arcivescovo di Gandhinagar)
  - Sede vacante (2015-2018)
- Athanasius Rethna Swamy Swamiadian, dal 29 gennaio 2018

## Statistiche
La diocesi nel 2022 su una popolazione di 10.157.000 persone contava 71.000 battezzati, corrispondenti allo 0,7% del totale.
| anno | popolazione | popolazione | popolazione | presbiteri | presbiteri | presbiteri | presbiteri                | diaconi | religiosi | religiosi | parrocchie |
| anno | battezzati  | totale      | %           | numero     | secolari   | regolari   | battezzati per presbitero | diaconi | uomini    | donne     | parrocchie |
| ---- | ----------- | ----------- | ----------- | ---------- | ---------- | ---------- | ------------------------- | ------- | --------- | --------- | ---------- |
| 1950 | 29.764      | 9.654.212   | 0,3         | 38         |            | 38         | 783                       |         | 51        | 40        | 12         |
| 1959 | 37.927      | 11.172.070  | 0,3         | 59         |            | 59         | 642                       |         | 80        | 137       | 19         |
| 1970 | 46.541      | 14.221.918  | 0,3         | 84         | 8          | 76         | 554                       |         | 133       | 240       | 16         |
| 1980 | 57.000      | 11.600.000  | 0,5         | 92         | 13         | 79         | 619                       |         | 160       | 217       | 24         |
| 1990 | 70.042      | 15.440.907  | 0,5         | 139        | 34         | 105        | 503                       |         | 188       | 364       | 39         |
| 1999 | 76.000      | 15.563.175  | 0,5         | 181        | 72         | 109        | 419                       |         | 154       | 420       | 49         |
| 2000 | 76.000      | 15.600.000  | 0,5         | 187        | 76         | 111        | 406                       |         | 151       | 416       | 49         |
| 2001 | 76.000      | 15.600.000  | 0,5         | 189        | 78         | 111        | 402                       |         | 151       | 416       | 49         |
| 2002 | 62.000      | 8.292.709   | 0,7         | 131        | 51         | 80         | 473                       |         | 134       | 324       | 39         |
| 2003 | 64.815      | 9.750.454   | 0,7         | 145        | 65         | 80         | 447                       |         | 122       | 342       | 37         |
| 2004 | 64.925      | 9.750.454   | 0,7         | 144        | 64         | 80         | 450                       |         | 117       | 343       | 38         |
| 2006 | 66.038      | 9.902.358   | 0,7         | 147        | 68         | 79         | 449                       |         | 119       | 333       | 39         |
| 2012 | 70.038      | 10.143.092  | 0,7         | 167        | 77         | 90         | 419                       |         | 131       | 374       | 42         |
| 2015 | 70.269      | 10.143.092  | 0,7         | 164        | 74         | 90         | 428                       |         | 130       | 325       | 45         |
| 2018 | 70.934      | 10.156.918  | 0,7         | 154        | 76         | 78         | 460                       |         | 118       | 369       | 45         |
| 2020 | 72.500      | 10.382.500  | 0,7         | 157        | 82         | 75         | 461                       |         | 119       | 367       | 45         |
| 2022 | 71.000      | 10.157.000  | 0,7         | 152        | 80         | 72         | 467                       |         | 119       | 364       | 45         |